# GNOME Webb
Gnome Webb, i marknadsföring skrivet GNOME Webb, som hette Epiphany (ungefär Upplysande upptäckt) fram till 2012 och fortfarande är känt under det kodnamnet, är webbläsaren i Gnome.
Även om Gnome Webb är en del av Gnome är det inte beroende av andra Gnome-komponenter och kan därför användas utanför en Gnome-miljö, förutsatt att GTK och WebkitGTK är installerade.
Gnome Webb är standardwebbläsaren på Elementary OS och Bodhi Linux version 5.
Webbläsaren har bland annat en speciell bokmärkeshantering, där varje bokmärke kan ha en eller flera etiketter, istället för att ligga i en mapp.

## Historia

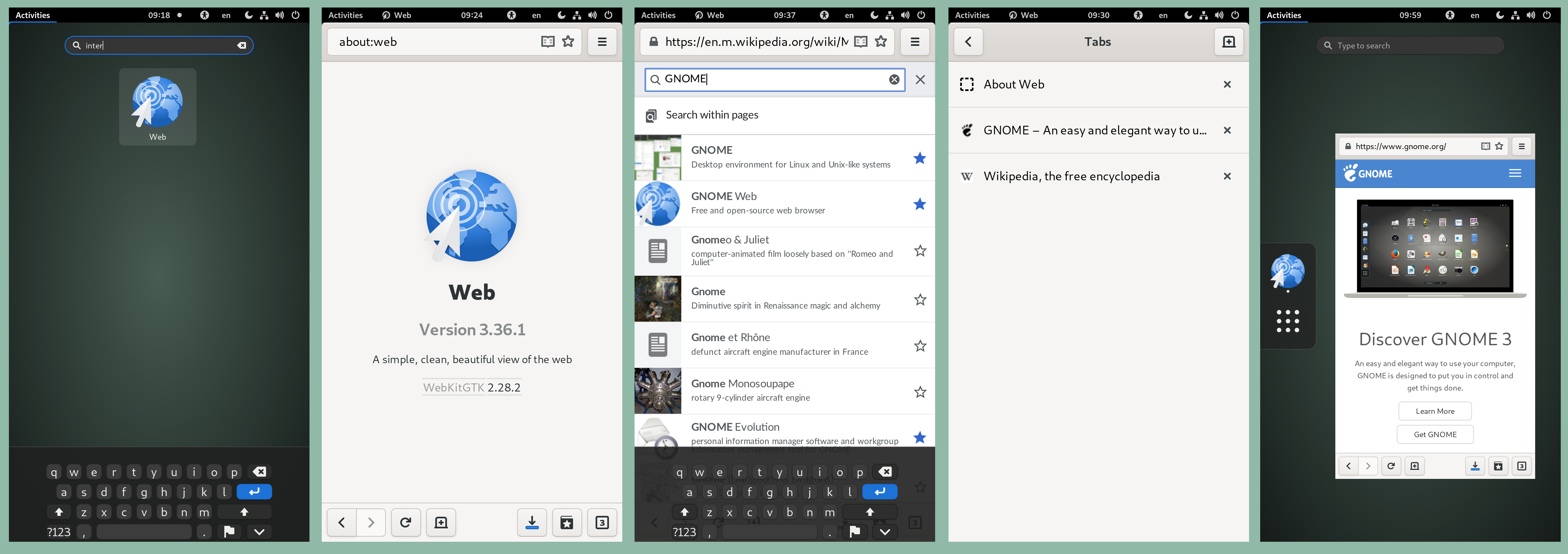
GNOME Webb 3.36 i en mobil formfaktor

Epiphany lanserades för första gången 2002. Det var skapad av Marco Pesenti Gritti och det var baserad på Galeon. Den använde därför Gecko-renderingsmotorn. I version 2.22 anpassades den till Webkit och stödet för Gecko togs bort i version 2.28. I version 3.4 bytte den namn till Gnome Webb. Det har haft stöd för reklamblockering som standard sedan version 3.18, Google Safe Browsing sedan version 3.28, flera olika formfaktorer sedan version 3.34, och PDF-filer sedan version 3.36.